# 广州地铁17号线
广州地铁17号线是广州地铁的远期规划路线之一，连接黄埔区的蘿崗和番禺区沙湾镇的紫坭，未来还将向西延伸至佛山市顺德区。
17号线属于远期规划的高速线路，目前尚未有可靠资料能提供它的车站列表。根据广州市的线网规划，该线走向大致为自西南向东北，并全部位于番禺区和黄埔区，定位为快速连接番禺中心、廣汽基地、黄埔中心、知识城（其中萝岗－知识城段与规划同属高速地铁的37号线共线运行），且兼顾组团间联系。

## 历史
广州地铁17号线紫坭至市桥的路段最初以紫坭轻轨的名义出现。随后在广州市轨道交通2003年初步方案中出現，同时该线两侧分别延长至莲花山以及顺德大良，并以10号线（市桥北线）的名义出现，当时线路走向除了经由市桥城区中心以及石楼镇外，其余走向与目前的规划方案一致。同时与当时落实规划建设的3号线和4号线分别在现在的市桥站和石碁站交汇。在2010年线网规划方案中，本线编码改为17号线（紫坭线）。
在2015年的规划中，本线东端终点站因与4号线交汇的变更而改为广汽基地，同时紫坭至市桥的部分路线改经由桥南一带，因此改为番禺广场站与3号线交汇；同时为了衔接当时规划中的佛莞城际铁路，4号线的交汇则改为目前预留未建设的官桥站，之后沿化龙南部一带前往广汽基地。
值得一提的是，紫坭以西的路段曾被取消，但后来根据佛铁投与广州交通规划研究所发布的《广佛两市轨道交通衔接规划》，17号线将会西延至顺德站。。
2022年8月2日，《广州市轨道交通线网规划（2018-2035年）》开始公示，其中就有17号线。相比2015年的规划，17号线向西延伸进入佛山市，向北延伸，途经黄埔新港、南岗到达科学城的蘿崗站，并与37号线共线至中新廣州知識城，广汽基地站至紫坭站之间无太大变化。此外，17号线被定位为“番禺快线”，成为广州市规划的5条高速地铁之一。

## 车站
目前17号线的具体设站情况并不明确。根据线路走向，17号线广州段与其它线路换乘的车站或有：
- 龍海路站：换乘33号线。两线皆为远期线路，换乘方式未知。
- 馬崗站：换乘26号线。两线皆为远期线路，换乘方式未知。
- 南國西路站：换乘32号线。两线皆为远期线路，换乘方式未知。
- 顺德人民医院站：换乘佛山地铁3号线。佛山3號線建設時未作出預留。
- 羊大路站：换乘佛山地铁13号线。两线皆为远期线路，换乘方式未知。
- 順德站：换乘佛山地铁11号线。两线皆为远期线路，换乘方式未知。
- 沙湾站：换乘26号线。两线皆为远期线路，换乘方式未知。
- 番禺广场站：换乘3号线、18号线和22号线。三線建設時均未作出預留，預計本線將與其餘三線皆爲大廳通道轉乘。此外，3號線東延段建設時預留了與本線的聯絡線。
- 石碁站：换乘4号线。4号线建设时未作出预留。
- 莲花站：换乘8号线。兩線皆爲遠期線路，預留情況未知。
- 广汽基地站：换乘43号线。两线皆为远期线路，换乘方式未知。
- 黃埔新港站：换乘5号线、25号线和东莞轨道交通1号线。5号线建设时未为17号线作出预留，其余各线皆为远期线路，换乘方式未知。
- 南岗站：换乘13号线。13号线建设时未作出预留。
- 火村東站：换乘23号线。两线皆为远期线路，换乘方式未知。
- 蘿崗站：换乘6号线（未来为20号线）、7号线和37号线。6號線和7号线建設時未作出預留，而37号线為遠期線路，換乘方式未知。
- 长平站：换乘21号线、37号线和40号线。21號線建設時未作出預留，而37号线和40号线為遠期線路，換乘方式未知。
- 知识城站：换乘14号线知识城支线（未来为27号线）和37号线。14號線建設時未作出預留，而37号线為遠期線路，換乘方式未知。